# ناجوان
ناجوان رمزها «NG» (بالإنجليزية: Nagaon)‏ ، هو تقسيم إداري لدولة الهند تتبع ولاية أسام (بالإنجليزية: Assam)‏ ، مركزها هو مدينة ناجوان (بالإنجليزية: Nagaon)‏ عدد سكانها حسب تعداد سنة 2001 هو 2,315,387 ، مساحتها 3,831 كم² وكثافة السكان 604 لكل كم² .